# Tomatillo

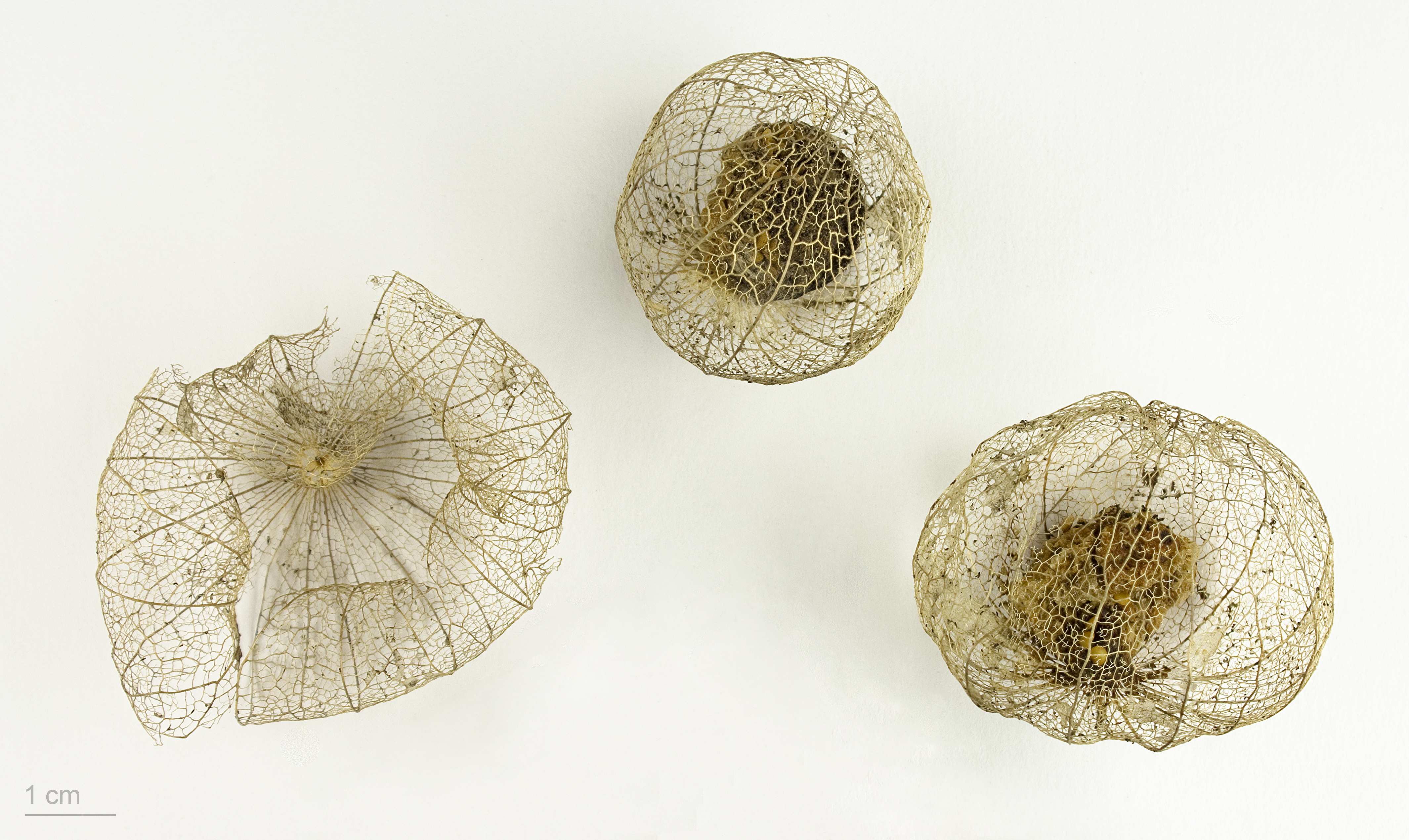
Physalis ixocarpa

Die Tomatillo (Physalis philadelphica Lam., Syn.: Physalis ixocarpa Brot. ex DC., Physalis aequata J. Jacq. ex Nees), zuweilen auch „der Tomatillo“, ist eine Pflanzenart in der Gattung der Blasenkirschen (Physalis) innerhalb der Familie der Nachtschattengewächse (Solanaceae). Sie ist vor allem in Mittelamerika wegen ihrer als Gemüse genutzten Früchte bekannt. Markant ist vor allem die laternenförmige Fruchthülle. Die Tomatillo ist unter anderem verwandt mit der Kapstachelbeere (Physalis peruviana), der Ananaskirsche (Physalis pruinosa) und der Lampionblume (Physalis alkekengi).

## Pflanzenbeschreibung

### Habitus und Blätter
Tomatillos sind einjährige, krautige Pflanzen, die Wuchshöhen von 1,50 bis 2 Metern erreichen. Der Stängel ist hohl, leicht kantig und verzweigt. Im Gegensatz zu einigen anderen Physalis-Arten ist die Tomatillo kaum bis gar nicht behaart. Wird die Pflanze nicht ausreichend gestützt, kippt sie um und wächst kriechend auf dem Boden weiter. Die Laubblätter sind länglich oval, bis auf die jüngeren Blätter sind die Blattränder leicht gezackt.
Die Samen keimen nach sieben bis zehn Tagen. Die jungen Sämlinge der Pflanze entwickeln zunächst nur eine relativ schwache Pfahlwurzel, welche sich aber bei erwachsenen Pflanzen zu einem flachen, weitverzweigten Wurzelsystem entwickelt. Im weiteren Wachstum bilden sich an der Sprossachse Adventivwurzeln. Erreichen diese den Boden, wachsen sie in den Boden hinein und bilden so ein vom Hauptwurzelsystem unabhängiges Wurzelsystem. Oberhalb der Erde wächst zunächst innerhalb von zwei bis drei Wochen eine einzelne Sprossachse mit drei bis fünf Internodien. Das oberste Internodium dieser Sprossachse endet in einer Blüte, einem Blatt und zwei seitlich gegenüberstehenden Ästen. Der jeweils nächste Knoten teilt den Spross auf die gleiche Weise, bis die Pflanze in einem Alter von etwa 12 bis 14 Wochen zu altern beginnt. Ausnahme und zugleich Abschluss der Verzweigung bildet dabei ein Knoten, an dem zwei Blätter gebildet werden.

### Blüten

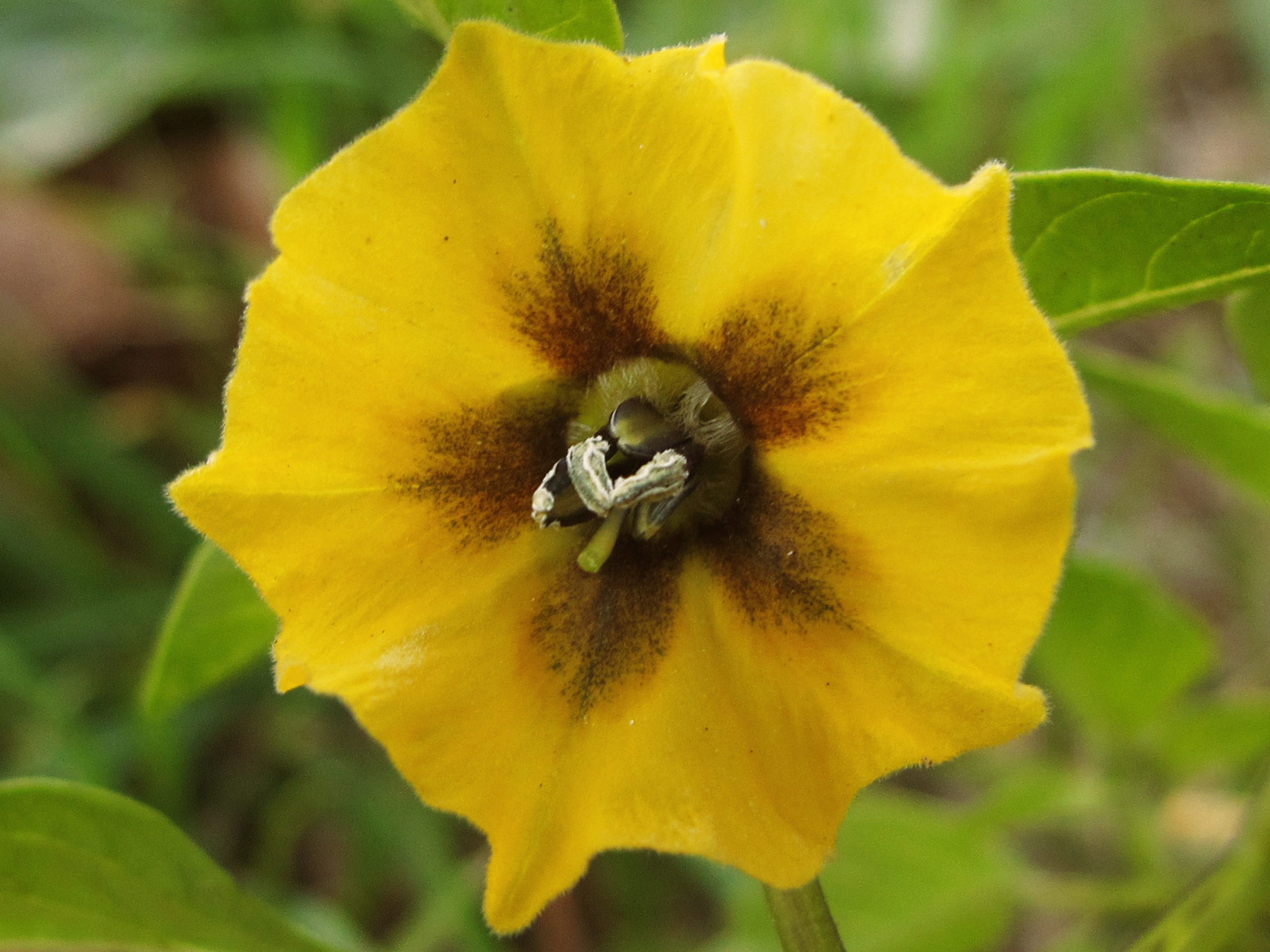
Blüte einer Tomatillo.

In den Verzweigungen der Sprossachse entwickeln sich die einzelstehenden Blüten. Die zwittrigen, fast radiärsymmetrischen Blüten sind fünfzählig und haben einen Durchmesser von 8 bis 15 mm. Sie bestehen aus fünf gelben, mit dunklem Mal versehenen Kronblättern, fünf grünen, glockenförmig verwachsenen Kelchblättern, fünf blau-grünen Staubblättern, die untereinander nicht verwachsen sind, aber jeweils einzeln mit einem Kronblatt verwachsen sind, und zwei verwachsenen Fruchtblättern. Der Fruchtknoten ist oberständig. Tagsüber sind die Kronblätter nach hinten gewölbt, so dass sie die Staubblätter und den Stempel freilegen, am Abend schließt sich die Blüte, indem die Kronblätter wieder nach vorne gewölbt werden. Die Pflanze ist selbststeril, kann also nur von Pollen anderer Pflanzen bestäubt werden. Die Bestäubung erfolgt vorwiegend durch Insekten.

### Früchte

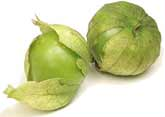
Geerntete Tomatillofrüchte mit ihrer Hülle

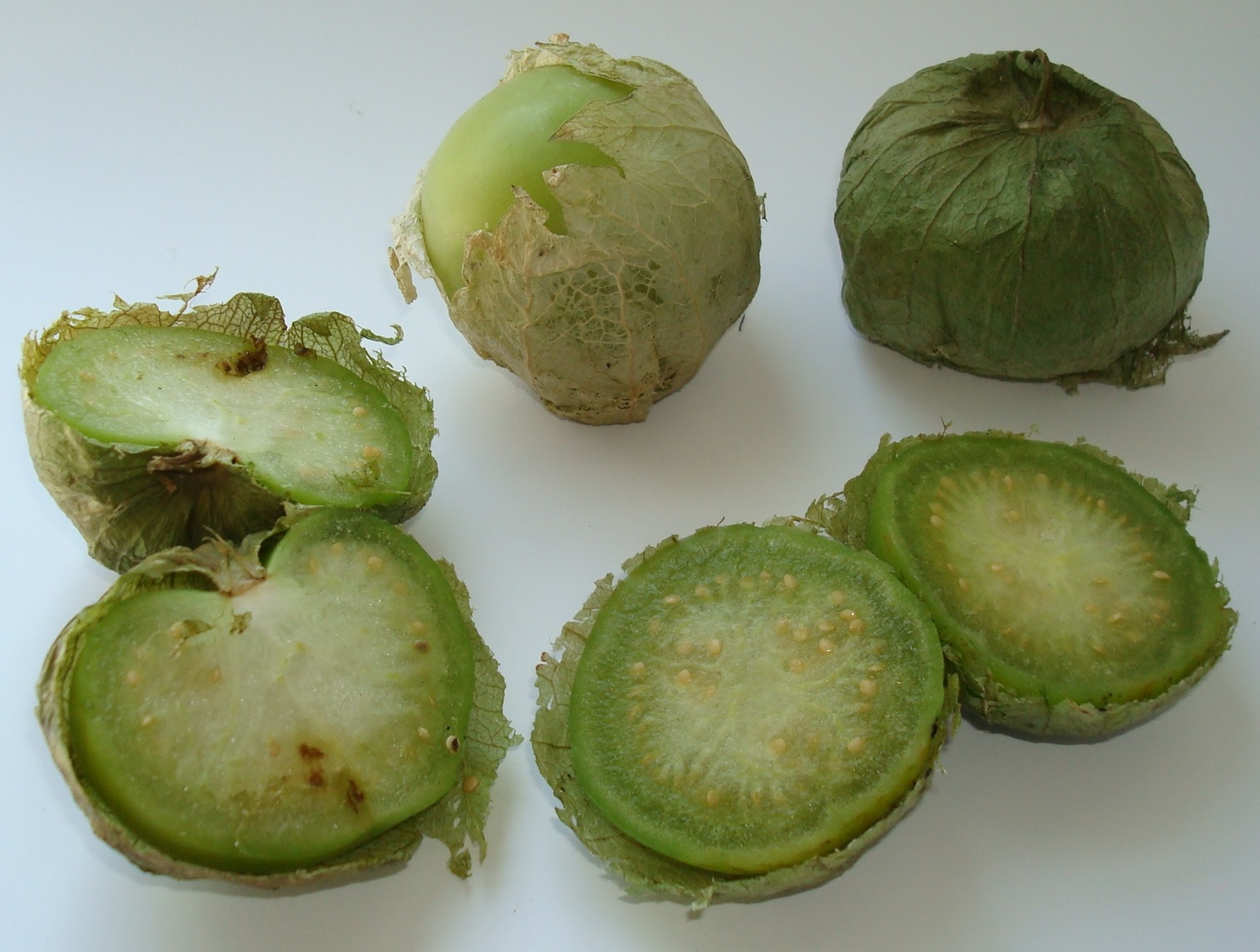
Tomatillofrüchte (auch aufgeschnitten)

Die Frucht der Tomatillo ist eine kleine, kugelförmige, leicht abgeplattete, grüne oder grün-violette Beere, die von einer papierartigen Hülle, dem Blütenkelch, umschlossen ist. Diese Hülle bildet sich nach der Befruchtung durch Vergrößerung der verwachsenen, aber an der Spitze nicht vollständig geschlossenen Kelchblätter. Die eigentliche Frucht bildet sich im Inneren dieser Hülle aus. Der Durchmesser der Frucht kann bis zu 10 cm betragen und erinnert an eine grüne Tomate. Von der Bestäubung der Blüte bis zum Erreichen der endgültigen Größe benötigt eine Tomatillofrucht etwa 50 bis 70 Tage. Wenn die Frucht reift, füllt sie – im Gegensatz zu vielen anderen Vertretern der Gattung Physalis – die Hülle aus und bricht diese Hülle in vielen Fällen schließlich auf. Die Hülle wird dann braun und die Fruchtfarbe wird mit zunehmender Reife gelblicher. Im Inneren der Frucht befindet sich eine hohe Zahl an kleinen, runden, flachen Samen von etwa einem bis zwei Millimeter Durchmesser, die von einem Fruchtfleisch umschlossen sind, dessen Konsistenz beim Kauen an Äpfel und dessen süß-sauerer Geschmack am ehesten an Stachelbeeren erinnert.

### Chromosomenzahl
Die Chromosomenzahl beträgt 2n = 24.

## Anbaubedingungen
Tomatillos sind frostempfindlich. Die optimalen Anbaubedingungen ähneln denen von Tomaten, wobei die Tomatillo bei leicht wärmerem Klima besser gedeihen. Die Voranzucht sollte in etwa Ende März durch Aussaat an warmem Ort in Saatschalen erfolgen. Jungpflanzen in Töpfe pikieren, wenn sie 5 cm hoch sind. Auspflanzung ins Freiland ab 20. Mai im Abstand von 80 × 80 cm und an Pfählen aufbinden. Frostfreie Kultur ist Bedingung. Ernte der reifen Früchte fortlaufend ab August. Saatgutbedarf: 2 g/a.

## Systematik
Die erste botanische Beschreibung der Tomatillo reicht in das Jahr 1651 zurück, als Francisco Hernandez zwei verschiedene Pflanzen erwähnt, die von den Azteken als tomatl bezeichnet wurden. Das Wort wurde wahrscheinlich generisch für runde Früchte oder Beeren mit vielen Samen und saftigem Fruchtfleisch verwendet. Dabei handelte es sich höchstwahrscheinlich vor allem um die Tomatillo und die Tomate (Solanum lycopersicum). Die Gattung Physalis wurde 1753 von Carl von Linné beschrieben, ihr wurde 1786 durch Jean-Baptiste de Lamarck die Tomatillo als Physalis philadelphica zugeordnet. Die später beschriebenen Arten Physalis aequata Jacq. (1844), Physalis violacea Carr. (1882) und Physalis ixocarpa Brot. ex Hornem wurden als synonym eingestuft.
Da die Artenabgrenzung innerhalb der Gattung Physalis, ähnlich wie bei anderen Solanaceae, bislang nicht eindeutig gelöst werden konnte, wurde vor allem seit den 1950er Jahren die Nomenklatur recht häufig gewechselt. Nach umfangreichen zellbiologischen und taxonomischen Untersuchungen ordnete M. Y. Menzel in seinen Veröffentlichungen von 1951 und 1957 die Art Physalis philadelphica als Varietät innerhalb der Art Physalis ixocarpa ein. U. T. Waterfall bestätigte diese Zuordnung zunächst (1958), revidierte dies jedoch später (1967) und ordnete Physalis ixocarpa der Art Physalis philadelphica unter. In den meisten Fällen wird heute der Name Physalis ixocarpa für die domestizierten, Physalis philadelphica für die Wildformen gebraucht.

## Herkunft, Vorkommen und Kultivierung
Die ursprüngliche Heimat der Tomatillo ist Mittelamerika und Mexiko. Dort wird sie auch umfangreich kultiviert, aber auch in Indien, Australien, Südafrika und dem Süden der USA werden Tomatillos angebaut. Dort sind auch teilweise verwilderte Exemplare zu finden. Die Pflanzen wachsen sowohl auf Meeresniveau als auch im Gebirge bis in Höhen von 2600 Metern.
Bereits in der Zeit vor der Entdeckung Amerikas durch die Europäer wurde die Tomatillo als Nahrungsmittel genutzt, wahrscheinlich wurde sie sogar umfangreicher domestiziert als die Tomate.
So wurden in Ausgrabungen bei Tehuacán Spuren verschiedener Physalis sp. aus der Zeit ab 900 v. Chr. gefunden, die als Nahrungsmittel verwendet wurden. Als durch die portugiesischen und spanischen Seefahrer viele Pflanzen Amerikas auch in Europa eingeführt wurden, kam auch die Tomatillo nach Spanien. Obwohl die Pflanze zunächst erfolgreich in Spanien eingeführt wurde, gewann die Tomate mehr und mehr an Bedeutung, während die Tomatillo bald in Vergessenheit geriet. Gründe dafür waren wahrscheinlich die kräftigere Farbe und die höhere Fäulnisresistenz der Tomate. Zudem sind die Verwendungsmöglichkeiten der Tomate vielseitiger, da die Tomatillo meist nur zusammen mit Chilis zubereitet wird.
Auch in Amerika verlor die Tomatillo mehr und mehr an Bedeutung, bis die mexikanische Küche die Frucht in den 1970er Jahren wiederentdeckte und diese bald auch in den Vereinigten Staaten populär wurde. 2001 wurden in 29 der 31 mexikanischen Bundesstaaten Tomatillos angebaut, die Hauptanbaugebiete liegen in Morelos, Puebla und Michoacán.
Die Wildformen wachsen oft am Rand landwirtschaftlich genutzter Flächen, meist in der Nähe von Mais, Bohnen und Kürbis. Diese kleinerfruchtigen Pflanzen werden ebenfalls geerntet und vermarktet, zum Teil werden aber vor allem in Mexiko auch kultivierte Sorten mit kleineren Früchten als Wildtomatillos verkauft.
Bei einer Erfassung von wildwachsenden Pflanzen wurde zwischen 1998 und 2000 in der türkischen Provinz Şanlıurfa eine Population von Physalis philadelphica var. immaculata in der Nähe von Baumwollfeldern gefunden. Wie genau die Pflanzen dorthin gekommen waren, konnte nicht festgestellt werden, es wird angenommen, dass die Samen zusammen mit Baumwollsamen aus Amerika eingeschleppt wurden.

## Kultivierte Sorten
Die Kultursorte 'Rendidora' macht ca. 35 % der in Mexiko kultivierten Tomatillos aus. Sie zeichnet sich durch eine große Frucht (5 bis 7 cm), schnellere Reifezeit (bis zu 15 Tage weniger als andere Sorten) und einen hohen Ertrag (um die 25.000 Kilogramm je Hektar) aus.
Die Tomatillo 'De Milpa' fallen vor allem durch ihre tiefviolette Farbe auf und sind etwas kleiner als andere Sorten. Durch einen geringeren Wasseranteil sind die Früchte dieser Sorte etwas länger haltbar.
'Tomate Verde' ist eine frühe Sorte, die große, etwas flachere, grüne Früchte liefert.
Verschiedene Wildarten oder verwilderte Kulturarten werden unter dem Namen 'Criolla' zusammengefasst. Meist besitzen sie kleinere Früchte als die Kulturarten. Man findet sie oft am Rand von landwirtschaftlich genutzten Feldern. Typische Ertragszahlen liegen bei kommerziellem Anbau dieser Sorten um 15.000 Kilogramm je Hektar.

## Verwendung

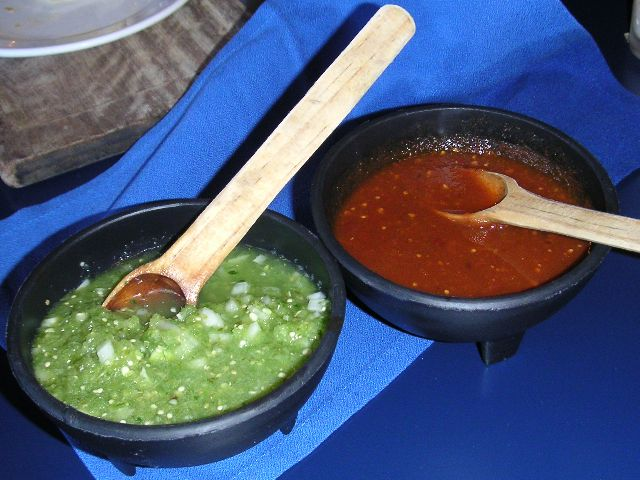
Mexikanische Salsas mit Tomatillos (links) und Tomaten (rechts)

Die Tomatillo-Frucht wird vor allem in der Küche Lateinamerikas verwendet. Besonders beliebt ist sie in der mexikanischen Küche, wo sie vor allem als Zutat für verschiedene Salsas und Gemüsepfannen verwendet wird. Die Frucht wird geerntet, bevor sie komplett reif ist, da sie mit der Reife eine Süße ausbildet, die für die meisten Verwendungsgebiete nicht erwünscht ist. Meist wird die Frucht in Verbindung mit Chilis zubereitet, da sich zum einen der Geschmack beider Früchte ergänzt, zum anderen die Schärfe der Chilis etwas gemildert wird. Die Frucht kann bis auf den Stielansatz und die Kelchblüte komplett verwendet werden. Meist wird sie gekocht oder gegrillt, sie kann aber auch roh gegessen werden.
Ein Sud aus den aufgegossenen Fruchthüllen wird benutzt, um die Konsistenz des für Tamale verwendeten Teigs etwas schwammiger zu machen. Zudem wird der Sud zum Würzen von weißem Reis und als Zartmacher für rotes Fleisch verwendet. In der mexikanischen Volksmedizin wird dieser Sud als Heilmittel gegen Diabetes mellitus eingesetzt. Teile der Pflanze waren in einem Laborversuch gegen verschiedene, Infektionen auslösende Bakterien wirksam.
Beim Kauf sind die Frische und die grüne Farbe der Hülle ein Qualitätsmerkmal. Die Frucht sollte fest und hellgrün sein, denn die Farbe und der herbe Geschmack sind die wichtigsten kulinarischen Vorzüge der Frucht. Frische reife Tomatillos können bei Zimmertemperatur etwa eine Woche gelagert werden, bei 5–10 °C und einer Luftfeuchtigkeit von 80–90 % kann die Frucht auch über längere Zeit gelagert werden. Jedoch treten bei 5 °C nach ca. 3 Wochen, bei 10 °C nach ca. 4 Wochen die ersten Kälteschäden auf.
Grüne Tomatillos aus eigenem Anbau sind erntereif, wenn sie die Hülle fast ausfüllen, aber noch nicht ganz. Ist die Hülle trocken oder aufgeplatzt, oder die Frucht gelblich, sind sie über den besten Zeitpunkt hinaus. Violette Tomatillos füllen auch vollreif die Hülle nicht vollständig aus. 
Andere Teile der Pflanze können giftig sein. Die Tomatillo sollte auch nicht mit der unreifen, grünen Tomate verwechselt werden (obwohl sie manchmal so bezeichnet wird), denn unreife Tomaten sind wegen ihres Solanin-Gehalts giftig.

## Inhaltsstoffe
| Inhaltsstoffe pro 100 g (roh) | Inhaltsstoffe pro 100 g (roh) |
| ----------------------------- | ----------------------------- |
| Brennwert                     | 131 kJ (32 kcal)              |
| Eiweiß                        | 1,0 g                         |
| Fett                          | 0,7 g                         |
| Kohlenhydrate                 | 4,5 g                         |

Die ungekochten Früchte der Tomatillo bestehen zu 93,0 % aus Wasser. Durch einen Zitronensäuregehalt von 1,11 % haben sie einen relativ niedrigen pH-Wert von ca. 3,83, was sich auch im sauren Geschmack der Früchte widerspiegelt. In kleineren Spuren (< 0,06 %) sind auch Äpfelsäure und Milchsäure in den Früchten enthalten. In Tomatillofrüchten wurden verschiedene Aldehyde, Alkohole, Ester und Carotenoid-verwandte Terpene nachgewiesen. Für den typischen Tomatillo-Geschmack sind vor allem Aldehyde und Alkohole wie (Z)-3-Hexenal, (E,E)-2,4-Decadienal, Nonanal, Hexanal, Hexanol und (Z)-3-Hexen-1-ol verantwortlich. Unter den in Tomatillo festgestellten Stoffen befinden sich auch eine größere Zahl an Stoffen, die ebenfalls in Tomaten vorkommen und dort zum Teil geschmacksbestimmend sind. Dazu gehören verschiedene Ester, C8–12-Aldehyde, Caprinsäure und Di- sowie Sesquiterpene und als Hauptsteroid das Withanolid Ixocarpalacton A.
Hitze, z. B. beim Kochen, verändert die Zusammensetzung der aromabeeinflussenden Stoffe in Tomatillofrüchten. Während der Gesamtgehalt an Zucker zunimmt, verändert sich auch die Zusammensetzung zwischen den einzelnen Zuckern. Einfache Zucker nehmen während des Kochens zu, was auf den Zerfall von komplexen Polysacchariden zurückzuführen ist. Auch der relative Anteil von Fructose und Saccharose ist in gekochten Tomatillo größer als in rohen Früchten. Diese veränderten Zuckeranteile können durch Teilnahme an Maillard-Reaktionen die Geschmacksrichtung der Frucht verändern.
Weitere Inhaltsstoffe der Tomatillofrucht sind Kalzium (18 mg/100 g), Eisen (2,3 mg/100 g), Magnesium, Vitamin C, Nikotinsäure und Vitamin B1.

## Etymologie
Der Begriff „Tomatillo“ leitet sich von der spanischen Verkleinerungsform zu tomate ab, welches sich wiederum vom Wort tomatl aus dem Nahuatl, der Sprache der Azteken ableitet. Dort wurde es sowohl für die Tomate als auch für die Tomatillo benutzt, so dass dieses Wort auch unter den europäischen Entdeckern teilweise für beide Pflanzen verwendet wurde. So lässt sich oftmals nicht exakt feststellen, auf welche Pflanze sich Aufzeichnungen aus dieser Zeit beziehen. Das eigentliche Wort der Azteken für die Tomatillo war miltomatl, während die Tomate als xitomatl bezeichnet wurde. So unterscheidet sich der Sprachgebrauch im mexikanischen Spanisch auch heute noch von anderen Spanisch-sprechenden Regionen, die Tomate wird dort oft als jitomate bezeichnet, die Tomatillo als tomate oder als miltomate.
Andere spanische Namen sind tomate de cáscara, tomate de fresadilla, tomate milpero, tomate verde („grüne Tomate“), im Englischen heißt die Tomatillo auch husk tomato (Hüllentomate).
Im deutschen Sprachgebrauch ist das grammatische Geschlecht von Tomatillo in Anlehnung an die Tomate meistens weiblich, zuweilen aber auch männlich, da die Endung auf  ‑o dies für ein als romanisch erkanntes Lehnwort nahelegt. Im Spanischen, woher Tomatillo stammt, heißt es auch tatsächlich el tomatillo, also „der Tomatillo“. Der Genuswechsel vom Männlichen ins Weibliche ist derselbe wie im Fall der Tomate (im Spanischen el tomate mit männlichem Genus), deren Name wohl über Vermittlung aus dem Französischen – wo la tomate und ebenso la tomatille bereits weiblich geworden sind – ins Deutsche gewandert ist.